# Miguel Ángel González (Boxer)
Miguel Ángel González Dávila (* 15. November 1970 in Mexiko-Stadt) ist ein ehemaliger mexikanischer Boxer.

## Amateur
González schlug Gabriel Ruelas und qualifizierte sich für die Olympischen Spiele 1988 in Seoul. Dort schied er aber bereits in der Vorrunde aus. Als Amateur konnte er 63 von 66 Kämpfen gewinnen.

## Profi
1989 wurde er Profi und gewann am 24. August 1992 den vakanten WBC-Titel im Leichtgewicht gegen den schlagstarken Kolumbianer Wilfredo Rocha, der ihn aber auch am Boden hatte. Er besiegte Héctor López und stoppte den französischen Europameister Jean-Baptiste Mendy. Später schlug er den unbesiegten Leavander Johnson KO.
Doch dann ließen seine Leistungen deutlich nach. Er klagte über Gewichtsprobleme, Journalisten rügten ihn als Partylöwen. Den Argentinier Ricardo Silva (zehn Niederlagen) konnte er nur nach Punkten schlagen. Später hatte er größte Mühe, den nicht zur Weltklasse zählenden Lamar Murphy zu besiegen.
Er gab seinen Titel ab, um ins Halbweltergewicht aufzurücken. Als er hier schließlich im Januar 1997 auf Óscar de la Hoya traf, war er nur noch ein Schatten seiner selbst und verlor hoch nach Punkten. 1998 kämpfte er gegen den sich ebenfalls auf dem absteigenden Ast befindenden Julio César Chávez unentschieden, 1999 ging er gegen Kostya Tszyu KO.
Er verlor mehrere seiner übrigen Kämpfe gegen schwache Gegner wie Manuel Gómez  2001, ebenso wie die nach Meinung einiger Kritiker unverdienten Titelkämpfe 2004 gegen Cory Spinks und 2005 gegen Luis Collazo im Weltergewicht.